# 読書通帳
読書通帳（どくしょつうちょう）は、読んだ本の履歴、もしくは図書の貸出履歴を記録しておく手帳の総称である。図書通帳、読書手帳などとも呼ばれる。
個人の図書館における貸出履歴を記載するための手帳を図書館が提供するというサービスは、1992年から存在していたとされる。「読書通帳」という言葉自体は、貸出冊数に応じてスタンプを押印していくタイプの帳面を指すものとして、2000年代初頭から使用されている。読書通帳は、内田洋行の登録商標である。
読書通帳には、次の3種類の形態がある。
1. 利用者自らが通帳に書き入れる形態
2. お薬手帳のように、貸出データが印字されたシールを通帳に貼付する形態
3. 預金通帳のように、「読書通帳機」などと呼ばれる専用の機械を用いて貸出データを通帳に印字する形態

読書通帳機には、本のタイトルや貸出日の他、本の価格が印字されるものもある。読書通帳機は、2010年3月に山口県下関市の下関市立中央図書館に日本で初めて導入された他、海津市図書館、島田市立島田図書館、八尾市立龍華図書館、まんのう町立図書館、美瑛町立図書館、佐久市立図書館、萩市立図書館などに設置されている。2021年には全国で300台以上が設置されている。
読書通帳は、読書の履歴が可視化されることによって、読書量の増加や読書意欲の向上などのメリットがある。一方で、本を読むためではなく、通帳に印字したいために本を次々に借りるというように、記帳することそのものが目的になりやすいというデメリットも指摘されている。また個人情報の漏洩等の問題も指摘されている。